# James Paget
Pour les articles homonymes, voir Paget.
 (janvier 2020).
Si vous disposez d'ouvrages ou d'articles de référence ou si vous connaissez des sites web de qualité traitant du thème abordé ici, merci de compléter l'article en donnant les références utiles à sa vérifiabilité et en les liant à la section « Notes et références ».

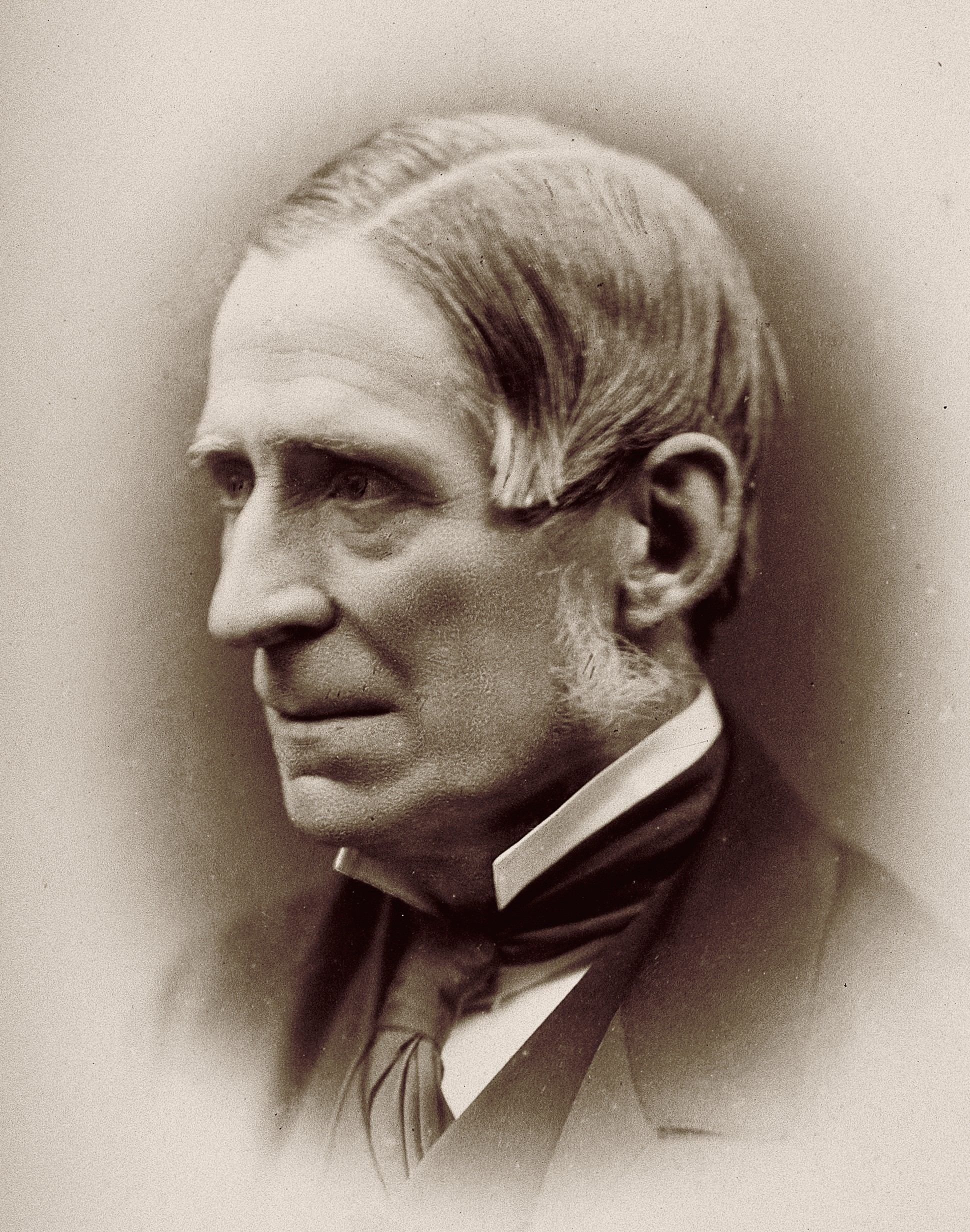
James Paget en 1881

Sir James Paget (11 janvier 1814 à Yarmouth – 30 décembre 1899 à Londres), 1er baronnet, est un chirurgien et un anatomo-pathologiste britannique. Il est considéré, avec Rudolf Virchow, comme un des fondateurs de la pathologie médicale scientifique. Ses travaux comprennent des cours sur les tumeurs (1851) et des cours sur la pathologie chirurgicale (1853). Il a donné son nom à trois maladies : la  maladie osseuse de Paget, la maladie de Paget du sein et la maladie de Paget extramammaire.

## Biographie
Fils d'un brasseur et armateur, il appartenait à une famille nombreuse et son frère Sir George Paget (1809-1892), qui devait devenir Professeur Royal de physique à l'Université de Cambridge en 1872, fit, lui aussi, une brillante carrière dans la médecine et fut fait Knight Commander (K.C.B.). Il étudia dans un externat de Yarmouth et devait d’abord se diriger vers la marine ; mais on renonça à cette orientation, et, à l'âge de seize ans, il entra en apprentissage chez un médecin généraliste, qu'il servit pendant quatre ans et demi, pendant lesquels il consacrait ses heures de loisir à faire de la botanique et réunissait une grande collection de la flore à l’Est du Norfolk. À la fin de son apprentissage il publia avec un de ses frères un essai très élaboré de l'Histoire naturelle de Yarmouth et de ses environs.
En octobre 1834 il entra comme étudiant à l'Hôpital Saint- Barthélemy (St Bartholomew's Hospital) de Londres. C’est là, dit-on, qu’il aurait tenu le premier journal-club. À l’époque, les étudiants en médecine étaient en grande partie laissés à eux-mêmes ; on ne contrôlait pas de près leur travail, mais il est probable que Paget a plus gagné que perdu à devoir tracer sa propre voie. Il rafla l’ensemble des prix en 1835 et à nouveau en 1836 ; lors de sa première session d'hiver il découvrit que l'agent pathogène de la trichinose, était Trichinella spiralis, un ver rond (découvert la même année par le biologiste Richard Owen), dont les larves s'enkystent dans les muscles striés humains à la suite d'ingestion de viande de porc contaminée. En mai 1836, il passa son examen à l’Université Royale de Chirurgie (Royal College of Surgeons) et obtint le droit d’exercer. Il passa les sept années suivantes à Londres (1836-1843) dans une très grande gêne, se logeant comme il pouvait, car sa profession ne lui rapportait que 15 livres par an et son père, qui avait fait faillite, était incapable de l’aider. Il réussit à subsister en écrivant pour des journaux médicaux et en travaillant aux catalogues du musée de l’hôpital et du musée de pathologie de l’Université Royale de Chirurgie. En 1836, il fut nommé conservateur du musée de l'hôpital et, en 1838, démonstrateur d'anatomie morbide à l'hôpital ; mais il fut gêné dans son avancement par les privilèges accordés aux internes et par le fait qu'il était trop pauvre pour avoir un local où exercer la chirurgie.
En 1841 il devint chirurgien au dispensaire Finsbury (Finsbury Dispensary) ; mais cette nomination ne lui permettait pas d’acquérir de l’expérience dans les interventions chirurgicales lourdes. En 1843 il fut nommé conférencier en anatomie générale (anatomie microscopique) et en physiologie à l'hôpital et « warden » de l’université qu’on avait alors fondée à l'hôpital. Pendant les huit années qui suivirent il vécut dans les murs de l'hôpital, étant responsable d’environ trente étudiants logés dans la petite université. Outre ses cours et ses étudiants, il devait accueillir tous les nouveaux étudiants et les conseiller sur la façon de travailler, en même temps qu’il lui fallait gérer les finances de l'école et s’occuper des questions générales. Aussi était-il si constamment occupé qu’il passait souvent une semaine, voire plus, sans sortir de l’hôpital.
En 1844 il épousa Lydia, la plus jeune fille du révérend Henry North. En 1847 il fut nommé aide-chirurgien à l'hôpital et professeur à l’Université Royale de Chirurgie. Il occupa cette chaire pendant six ans et chaque année donna six conférences en pathologie chirurgicale. La première édition de ces cours, qui représentaient le principal travail scientifique de sa vie, a été publiée en 1853 en tant que « Cours sur la Pathologie Chirurgicale ». En 1851 il fut élu membre de la Royal Society. En octobre 1851 il a renonça à son poste de « warden » à l'hôpital. Il avait maintenant acquis une réputation comme grand physiologiste et grand pathologiste : il a fait pour la pathologie en Angleterre ce que Rudolf Virchow a fait en Allemagne; mais il avait eu beaucoup de mal pour commencer à exercer et il vécut dans une pauvreté volontaire car il voulait payer les dettes de son père, obligation qu’il mit quatorze ans à remplir.
En 1871 il faillit succomber à une infection contractée lors d'une autopsie et, pour alléger le poids de son travail, fut obligé d'abandonner son poste de chirurgien à l'hôpital. En 1878 il cessa d'opérer, mais pendant huit ou dix ans encore il continua à donner des consultations qui le fatiguaient beaucoup. En 1880 il avait fait, à Cambridge une communication mémorable sur la pathologie élémentaire, où il remarquait les similitudes de certaines maladies des plantes et des arbres et de celles du corps humain.
Sir James Paget avait le don de l'éloquence, et était l'un des orateurs les meilleurs et les plus goûtés de son temps. Il était éminemment sociable et sans la moindre affectation, il aimait la musique. Il possédait le ce don rare qui est l'aptitude à passer immédiatement du travail au jeu ; il appréciait les vacances comme l'aurait fait un écolier, il riait facilement, il savait tirer le maximum de bonheur des plaisirs les plus ordinaires, il était sensible bien qu'il sût se contrôler, et le surmenage n'avait pas entamé sa vigueur. En lui la gaîté se mêlait à la plus grande réserve, sa foi religieuse ne lui manqua jamais, pas plus que le sens le plus scrupuleux de l'honneur ; chrétien convaincu, il soutenait d'ailleurs qu'il n’existait aucun conflit entre la religion et la science, ce qui ne l'empêchait pas d'entretenir des relations amicales avec Charles Darwin et Thomas Henry Huxley. Il resta toute sa vie profondément étranger aux intrigues politiques, nationales ou médicales ; son idéal était l'unité de la science et de la pratique médicale quotidienne.
Il mourut à Londres en 1899 à l'âge de 85 ans.
Il fut le père de Stephen Paget (1855-1926), chirurgien anglais qui le premier a proposé la théorie « graine-sol » pour expliquer les métastases. Le James Paget University Hospital (en), au Royaume-Uni, est nommé en son honneur.

## Travaux
Il est probable qu'aucun chirurgien notoire, pas même John Hunter (1728-1793), n'a jamais autant enraciné sa pratique dans la science que Paget, ni attendu plus longtemps pour récolter enfin le bénéfice de son travail.
En physiologie, il avait assimilé tout ce que comptait d'important la littérature en anglais, en français, en allemand, en hollandais et en italien, et par une étude incessante et le travail au microscope il s'était mis au niveau des connaissances les plus avancées de son temps ; c'est pourquoi Robert Owen a dit de lui, en 1851, qu'il avait eu le choix, soit d'être le premier physiologiste d'Europe, soit de se constituer la première pratique chirurgicale à Londres, avec le titre de baronnet. Ses conférences physiologiques à l'hôpital de Saint-Barthélemy furent la cause principale de la prospérité de son école, qui en 1843 avait touché le point le plus bas.
En pathologie, son travail fut encore plus important. Il occupa en pathologie la place que la mort de Hunter avait laissée vide en 1793 ; il clôt l'époque de transition qui avait suivi ce grand savant, époque qui malgré sa grandeur souffrait de l'absence du microscope moderne, et il ouvre la voie à la pathologie et à la bactériologie d'aujourd'hui. La plus grande réussite de Paget, c'est que partout en pathologie il a introduit l'usage du microscope, et particulièrement dans la pathologie des tumeurs. Lui et Virchow peuvent vraiment être regardés comme les fondateurs de la pathologie moderne ; et on admirera autant les conférences de Paget sur la pathologie chirurgicale que celles Virchow sur la pathologie cellulaire.
C'est en 1851 qu'il commença à exercer la chirurgie près de Cavendish Square, mais il dut encore attendre quelques années pour que vînt le succès professionnel. En 1854 ou 1855 le vent tourna favorablement ; en 1858 il fut nommé chirurgien extraordinaire de la reine Victoria, et en 1863 chirurgien ordinaire du prince de Galles. Pendant de nombreuses années, il eut la plus grande pratique chirurgicale de Londres mais aussi la plus difficile. Ses journées duraient rarement moins de seize ou dix-sept heures. Les cas qu'on lui envoyait pour qu'il jugeât en dernier ressort, et c'était particulièrement fréquent, c'étaient les tumeurs, et toutes sortes de maladie des os et des articulations, et tous les cas névrotiques présentant des symptômes qui relevaient de la chirurgie. On admire en lui le savant plus que le chirurgien, mais son nom reste également associé à certaines grandes avancées pratiques.
Outre la cause de la trichinose mentionnée plus haut, il découvrit et laissa son nom à la maladie de Paget du sein et la maladie du Paget des os (ostéite déformante); il fut aussi le premier à préconiser l'excision de la tumeur, au lieu de l'amputation du membre, dans les cas de sarcome myéloïde.

## Publications
En plus des publications mentionnées dans la partie biographique et de ses travaux plus modestes, il édita également
- Clinical Lectures and Essays (1re ed. 1875)
- Studies of Old Case-books (1891).

## Distinctions
- En 1851, il devient membre de la Royal Society.
- En 1871, il est fait baronnet
- En 1875, il devient président de l'Université royale des chirurgiens
- En 1877, il est nommé Hunterian curator
- En 1881, il devient président du congrès médical international tenu à Londres
- En 1883, à la mort de sir George Jessel, il est nommé vice-président de l'Université de Londres.
- En 1889 enfin, l'année de sa mort, il est nommé membre de la Commission royale sur la vaccination.